# Tesmole
El tesmole o texmole es un guiso típico del centro de México que se elabora con alguna carne, generalmente de pollo, hortalizas y condimentos. Frecuentemente se incluyen chochoyones, que son bolitas de masa.

## Etimología
Proviene del náhuatl textli 'masa de harina' y mulli 'mole'. Con el tiempo, la pronunciación texmole /teʃ'mole/ se simplificó a /tesmole/.

## Preparación
En primer lugar, se pone a cocer el pollo, generalmente sazonado con sal, laurel y cebolla. También se ponen a hervir en otra cazuela los chiles secos, para luego licuarlos junto con el jitomate, el ajo y la cebolla, que a veces se tateman previamente. La masa de maíz se amasa junto con sal, epazote picado, y a veces manteca para elaborar las bolitas de masa, llamadas chochoyones en Oaxaca, jarochitos en Campeche, testales en Puebla y Michoacán, pibitos en Yucatán, y xoxolos, ombligos u orejas en Veracruz.
En la olla donde se están cociendo las piezas de pollo, se le agregan, los 20 min. o por tiempos, las verduras cortadas en dados (que suelen ser chayote, ejotes, calabacita... etc. en el caso de usar zanahoria, que es una hortaliza más dura, sí se recomienda agregar las verduras por tiempos) y el licuado, generalmente ya colado. Cuando la verdura esté bien cocida, se agregan las bolitas chochoyonas y un cuarto de hora después se apaga el fuego y se sirve.